# Grzęska
Grzęska – wieś w Polsce położona w województwie podkarpackim, w powiecie przeworskim, w gminie Przeworsk.
Miejscowość jest siedzibą rzymskokatolickiej parafii Podwyższenia Krzyża.
Przez Grzęskę przechodzi Linia kolejowa nr 91 Kraków Główny-Medyka z przystankiem Grzęska.
| SIMC    | Nazwa            | Rodzaj    |
| ------- | ---------------- | --------- |
| 0609043 | Góra             | część wsi |
| 0609050 | Parcelacja       | część wsi |
| 0609089 | Plebanka         | osada     |
| 0609066 | Zagrody Drugie   | część wsi |
| 0609072 | Zagrody Pierwsze | część wsi |

## Historia
Na terenie Grzęski archeolodzy odkryli cmentarzysko popielnicowe z II wieku. W pobliskim lesie zwanym Dębrzyna poganie posiadali miejsce pogańskiego kultu, do modlitw i składania ofiar, których pozostałością jest kamień ofiarny. Początkowo wieś nazywała się Hruszcza, od prasłowiańskiego słowa chruszcz. Następnie wieś z powodu grząskiego terenu nazwano Grzęska.
Grzęska była wzmiankowana w regestrach poborowych, które zapisali poborcy podatkowi ziemi przemyskiej z 1515 roku, gdy wieś posiadała 22 łanów kmiecych, a także już istniała cerkiew i 1589 roku, gdy wieś posiadała już 17 łanów
Następne wzmianki o wsi w rejestrach poborowych zapisano w latach: 1628, 1651, 1658. W 1674 roku w Grzęsce było 69 domów. W 1921 roku w Grzęsce było 320 domów.
24 lutego 2019 roku na budynku Wiejskiego Domu Kultury dokonano uroczystego odsłonięcia tablicy pamiątkowej, poświęconej pamięci Braci Olearków.
W latach 1975–1998 miejscowość administracyjnie należała do województwa przemyskiego.

## Kościół
We wsi jest Cerkiew Podwyższenia Krzyża Świętego w Grzęsce, pierwsza wzmianka o niej pochodzi z 1515 roku, gdy już od jakiegoś czasu istniała parochia. W czasie kościelnych reform józefińskich w Galicji, parochia greckokatolicka została zlikwidowana, a cerkiew stała się cerkwią filialną parochii w Mirocinie, Gdy wybuchły walki z ukraińskimi nacjonalistami, 10 czerwca 1944 roku cerkiew została spalona przez członków Narodowej Organizacji Wojskowej, w ramach akcji „Odwet”.
Rzymskokatolicy w Grzęsce należeli do parafii farnej w Przeworsku. W 1980 roku podjęto decyzję o budowie własnego kościoła, a w latach 1982–1984 zbudowano murowany kościół pw. Podwyższenia Krzyża Świętego. 15 czerwca 1983 roku została erygowana parafia. 15 września 1984 roku kościół został poświęcony przez bpa Ignacego Tokarczuka. 15 września 2008 roku odbyła się konsekracja kościoła, której dokonał abp Józef Michalik.

## Oświata
Początki szkolnictwa w Grzęsce są datowane na połowę XIX wieku. W 1858 roku został zbudowany drewniany budynek szkolny. W latach 1873–1874 szkoła była ludowa, w latach 1874–1912 szkoła była 1-klasowa, a od 1912 szkoła była 2-klasowa.
W 1910 roku zbudowano murowany budynek szkolny, gdy po II wojnie światowej wprowadzono szkołę 7-letnią, z powodu problemów lokalowych podjęto decyzję o rozbudowie szkoły. W latach 1964–1966 dokonano rozbudowy szkoły, a 12 października 1985 roku odbyła się uroczystość nadania szkole imienia Władysława Kojdra.
W 1999 roku na mocy reformy oświaty zorganizowano 6-letnią szkołę podstawową i 3-letnie gimnazjum. W 2010 roku rozpoczęto rozbudowę szkoły - budowę sali gimnastycznej z budynkiem dydaktyczno-żywieniowym i łącznikiem. 4 września 2017 roku odbyło się poświęcenie nowej szkoły. W 2017 roku na mocy reformy oświaty przywrócono 8-letnią szkołę podstawową.

## Osoby związane z miejscowością
- Maria Jędrzejec – nauczycielka i działaczka ludowa.
- Władysław Kojder ps. „Trzaska” – działacz ruchu ludowego, polityk SL.
- ks. Marek Balawender – polski duchowny katolicki ze Stowarzyszenia Misji Afrykańskich, misjonarz w RPA.
- ks. Antoni Olejarka ps. „Olejarz” (1908-1974) – kapelan Armii Krajowej, dziekan dekanatu głogowskiego[13].
- kpt Stanisław Olejarka ps. „Oko” (1917-2002) – żołnierz Armii Krajowej i Wojska Polskiego, więzień polityczny okresu stalinowskiego[13].

## Sport
W Grzęsce działa klub sportowy LKS „Błękitni” Grzęska, który został założony w 1945 roku.